# Доцент (звание)
Зва́ние доце́нта — учёное звание в СССР (c 1934) и Российской Федерации (с 1991), присваиваемое квалифицированным преподавателям и научным работникам высших учебных заведений. Звание присваивается лицам, имеющим учёную степень кандидата наук или доктора наук и соответствующим ряду формальных условий, подтверждающих стаж и достаточную квалификацию. Учёное звание доцента в России сохраняется за обладателем либо пожизненно, либо до получения звания профессора. 
Слово «доцент», помимо обозначения учёного звания, также используется для обозначения преподавательской должности в вузах. В РФ, доцент по званию и доцент по должности — разные понятия: человек на должности доцента может не иметь никакого звания, а доцент по званию может работать не на должности доцента. Тем не менее, обладатели звания доцента чаще всего работают на доцентских должностях в вузах.

## Правила присвоения в РФ
Согласно действующим правилам, учёное звание доцента присваивается лицам, имеющим научные труды и ведущим педагогическую работу в образовательных учреждениях высшего профессионального образования, имеющих государственную аккредитацию, или в учреждениях государственных академий наук. Минимальные формальные требования: кандидатская степень, 20 учебных изданий и научных трудов, 5 лет научно-педагогического стажа, в том числе 2 года стажа (хотя бы на 0.25 ставки) в должности доцента вуза или старшего научного сотрудника НИИ. За три последних года должно быть не менее 3 научных трудов и 2 учебных изданий. Точные требования перечислены в постановлении. Для деятелей искусств, специалистов физической культуры и спорта действуют особые правила.
Звания доцента присваиваются по определённым специальностям. Слово «доцент» при этом является общепринятым укорочением полного наименования титула «доцент по такой-то специальности» (пример: «доцент по специальности биохимия»), содержащего указание на сферу деятельности обладателя. До 2013 года, наряду со званиями «по специальности», в России существовали звания «по кафедре» (такие звания, например «доцент по кафедре философии и социологии», сейчас присваиваются на Украине). 
Учёное звание доцента присваивается Министерством науки и высшего образования Российской Федерации (Минобрнауки России) по аттестационным документам, представленным учёным советом вуза или научного учреждения. Приказы о выдаче аттестатов доцентов публикуются на сайте Высшей аттестационной комиссии (ВАК).
Звание «доцент» в России присваивается пожизненно (либо до повышения звания — то есть до момента присвоения звания профессора) и сохраняется за его обладателем при смене работы, увольнении, выходе на пенсию. Присвоение учёного звания документирует факт реальной и/или формальной доказанности соответствия научно-педагогической должности. Кроме того, есть и несколько мелких формальных условий — в частности, касающихся стажа. Лишение звания происходит только в случае установления факта ошибочного присуждения. 
Учёное звание доцента, как и учёная степень, даёт обладателю право на повышение тарифно-квалификационной категории в вузе или НИИ. Предмет работы при этом должен соответствовать профилю, по которому было получено звание. До 2013 года за степени и звания в вузах и НИИ обладателям выплачивались определённые законом надбавки. Затем, в соответствии с новой редакцией закона «Об образовании в России», надбавки были включены в должностной оклад, став его неотъемлемой частью.

## За пределами бывшего СССР
Вне стран бывшего СССР приём человека на должность доцента означает получение звания доцента на период трудовых отношений без какого-либо специального присвоения. 

## История звания в СССР/РФ
Учёные звания (включая звание доцента) и степени в СССР были введены постановлением Совнаркома в 1934 году.
В вузах и научно-исследовательских учреждениях СССР звание доцента первоначально (c 1934) присуждали квалификационные комиссии наркоматов. По постановлению СНК СССР от 26 апреля 1938 года их функции были переданы Высшей аттестационной комиссии (ВАК).
Звание доцента присваивалось Высшей аттестационной комиссией по представлению учёных советов вузов, как правило, кандидатам наук, которые прошли по конкурсу на должность доцента. Требования во времена СССР и первые постсоветские годы были ниже современных: так, было достаточно проработать год (сейчас два) на должности доцента, кроме того, звание могло присваиваться специалистам без учёной степени, но с большим производственным стажем (сейчас это не допускается).
В 1937—1971 в звании доцента ВАКом было утверждено 111 367 человек, в том числе:
- 35 327 — по техническим наукам;
- 11 939 — по медицинским наукам;
- 9 050 — по историческим наукам;
- 8 006 — по экономическим наукам;
- 7 653 — по физико-математическим наукам;
- 6 376 — по филологическим наукам;
- 5 269 — по химическим наукам;
- 4 900 — по сельскохозяйственным наукам;
- 4 192 — по биологическим наукам;
- 3 218 — по педагогическим наукам;
- 2 722 — по искусствоведению;
- 2 572 — по философским наукам;
- 2 400 — по военным наукам;
- 1 894 — по геолого-минералогическим наукам;
- 1 620 — по юридическим наукам;
- 1 447 — по ветеринарным наукам;
- 1 226 — по географическим наукам;
- 688 — по архитектуре;
- 437 — по военно-морским наукам;
- 409 — по фармацевтическим наукам

Общий порядок присвоения звания доцента, введённый в СССР, с некоторыми изменениями сохранился и после распада СССР.
До конца 2013 года рассмотрением аттестационных дел соискателей званий занималась Высшая аттестационная комиссия (ВАК) при министерстве, именуемом «Минобрнауки», затем — само министерство. При этом термин «Минобрнауки» изменил смысл в мае-июне 2018 года: если до указанного времени так обозначалось Министерство образования и науки РФ, то 15 мая данное министерство было реорганизовано, а с 18 июня сокращение «Минобрнауки» официально стало относиться к новосозданному Министерству науки и высшего образования РФ.
Инстанцией, присваивающей звания доцента, в настоящее время является Минобрнауки России. На начало 2016/2017 учебного года в вузах и научно-образовательных организациях РФ работало 94,6 тыс. сотрудников со званием доцента.